# Calliste septicolore
Tangara chilensis
Le septicolore est aussi un adjectif qui veut dire 7 couleurs
Pour les articles homonymes, voir Tangara septicolore.
Espèce
Statut de conservation UICN

 LC  : Préoccupation mineure
Le Calliste septicolore (Tangara chilensis), également appelé Tangara de paradis ou Tangara septicolore, est une espèce d'oiseaux de la famille des Thraupidae.

## Description

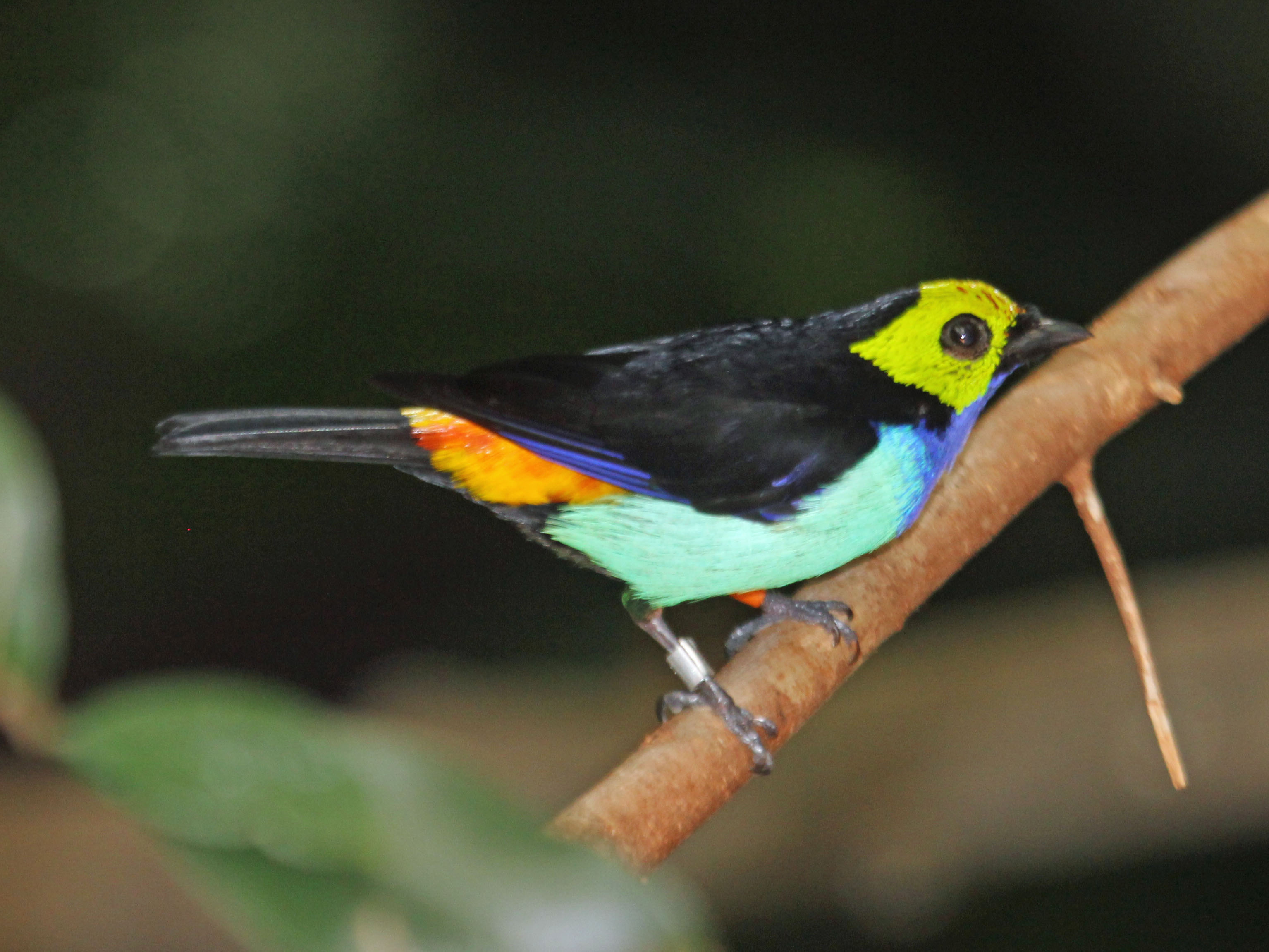

Cet oiseau mesure 15 cm de longueur pour une envergure de 28 à 30 cm. La tête est vert jaunâtre. Le bec, le cou, les épaules, le haut du dos et la queue sont noirs, tout comme le centre du ventre. Les ailes présentent la même couleur mais sont bordées de pourpre. Les couvertures alaires et les côtés de la poitrine et du ventre sont bleu vif. Le centre du dos est orangé et le bas jaune. Les yeux sont marron et les pattes brun noir. Les couleurs peuvent changer avec la race.

## Répartition
Cet oiseau peuple l'Amazonie et le plateau des Guyanes.

## Comportement
Grégaire, cet oiseau constitue des groupes mixtes avec d'autres espèces de Thraupidae.

## Sous-espèces
D'après la classification de référence (version 14.2, 2024) du Congrès ornithologique international il est réparti en quatre sous-espèces (ordre phylogénique) :
- Tangara chilensis paradisea (Swainson, 1837) — plateau des Guyanes ;
- Tangara chilensis caelicolor (Sclater, 1851) ;
- Tangara chilensis chlorocorys Zimmer, 1929 ;
- Tangara chilensis chilensis (Vigors, 1832).